# Thanesar
Thanesar – miasto w Indiach, w stanie Hariana. W 2011 roku liczyło 155 152 mieszkańców.